# Стройка (станция)
Стро́йка — железнодорожная станция Горьковского направления Московской железной дороги на территории города Реутова.
На станции две действующих боковых платформы. Первая платформа расположена, со стороны 1 главного пути станции, по направлению к станции Реутово.
Вторая платформа расположена со стороны 2 главного пути станции , по направлению к станции Балашиха.
Обе платформы станции Стройка оборудованы турникетами и кассами, есть надземный переход через пути.
На станции ежедневно останавливается 31 пара электропоездов (в выходные — 33 пары).
Время движения от Курского вокзала — около 25 минут.
Рядом со станцией по мосту через железнодорожные пути проходит Горьковское шоссе.
От станции начинаются несколько подъездных путей, в частности, к посёлку Восточный (на Восточную водопроводную станцию).
Ранее по планам развития метрополитена 1980-х и 1990-х годов, а также по актуализированному Генеральному плану города Москвы до 2025 года редакции 2009 года у станции Стройка планировалось построить станцию метро.

## История
Однопутная железнодорожная ветка Реутов — Балашиха была проведена ещё в 1913 году. Однако платформ «Стройка» и «Горенки» на ней тогда не было. В 1935—1940 гг. ветка была электрифицирована. Именно тогда и появилась платформа «Стройка». Правда, на картах тех лет она располагалась с другой стороны Горьковского шоссе, у п. Нефтебазы. Уже после войны платформа переместилась на своё нынешнее место. Изначально на платформе присутствовало типовое строение (аналогичное павильону на пл. Горенки), в котором располагались касса (в правом крыле) и помещение для инвентаря (в левом крыле). В 1997 году фундамент здания был окончательно размыт водами протекающего за платформой ручья, произошло обрушение. Следы его наличия можно обнаружить до сих пор в середине платформы. Касса была упразднена, расписание вывешивалось в окне здания ДСП. От непогоды пассажиры укрывались под мостом Горьковского шоссе. В 2006 году, в районе здания ДСП, установлен металлический павильон, внешне аналогичный автобусной остановке.
Ранее была станцией 4 класса. В 2019—2020 год реконструирована, уложен II главный путь, построена вторая боковая платформа, надземный пешеходный переход и турникетные павильоны.

## Фотографии

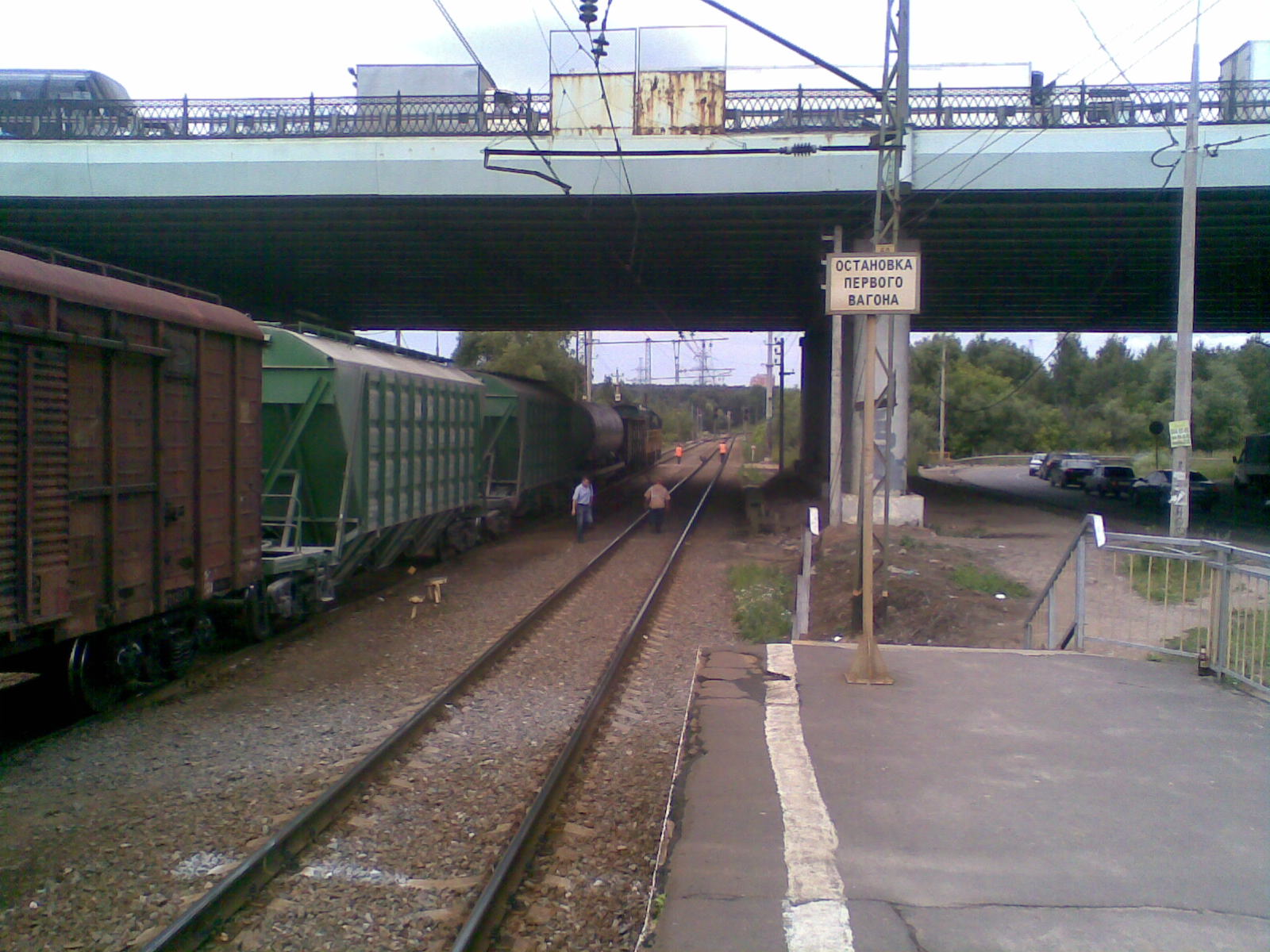
Вид на эстакаду Горьковского шоссе
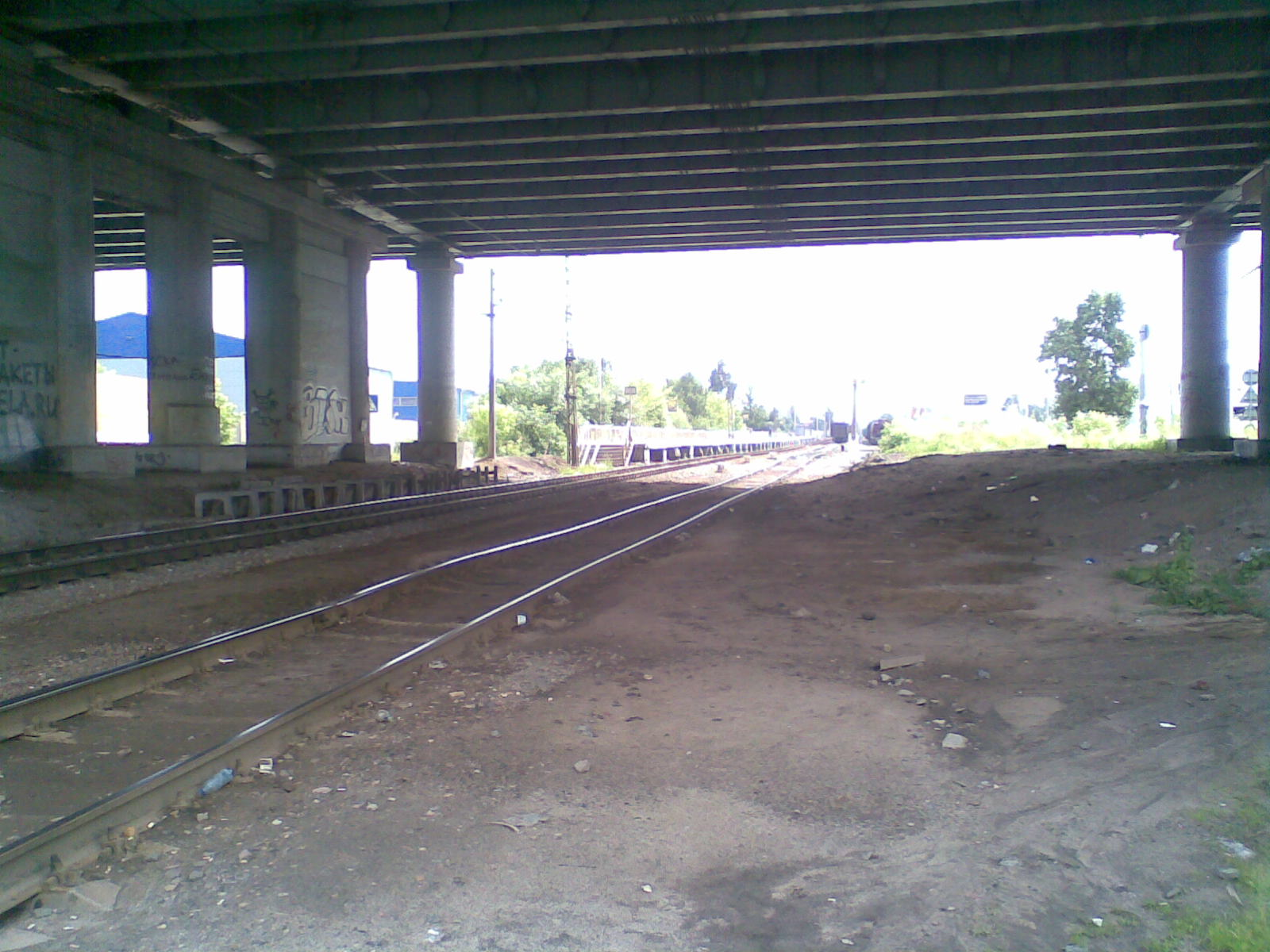
Общий вид на платформу